# Demon's World
Demon's World és un videojoc d'arcade i plataformes desenvolupat per Toaplan i publicat per Taito el 1989.
Es compon de diverse sfases lineals. Armat amb una pistola, el jugador ha de saltar o disparar sobre els fantasmes i monstres que envaeixen cada zona. Al llarg del camí el jugador pot recollir power-ups per canviar l'arma i poder disparar raigs làser, bombes o àdhuc tres bales alhora.
El joc comença en una fase ubicada en un establiment oriental, amb diverses begudes espirituoses i criatures del folklore japonès, com karakasa, kappes, Hitotsume-kozō i rokurokubis. En avançar en el joc i canviar de fases, el jugador s'embarca en un vaixell fantasma i, tot seguit, creua el vell oest americà, incloent-hi una ciutat fantasma i un canó, habitats per fantasmes i monstres familiars de la cultura occidental (Frankenstein, Dràcula i fins i tot Jason Voorhees). El final del joc es desenvolupa en un marc medieval amb castells maleïts i masmorres infestades d'armadures embruixades i dracs.